# Romprezzagno
Romprezzagno (Rumperzagn in dialetto locale, Lumparzagn in dialetto casalasco-viadanese) è una frazione del comune italiano di Tornata. Fu comune autonomo fino al 1867.